# Newzealandsk bjældefugl
Newzealandsk bjældefugl (latin: Anthornis melanura) er en fugleart, der lever på New Zealand.